# Charlotte von Oertzen
Charlotte Sophie Albertine Wilhelmine von Oertzen, geb. Freiin von Jasmund (* 21. August 1780 in Kassel; † 12. Januar 1818 in Neustrelitz) war die erste Ehefrau des Ministers August von Oertzen und Autorin von Briefen über die letzten Lebenstage der preußischen Königin Luise.

## Leben
Charlotte von Oertzen war das älteste Kind des damaligen kurhessischen Geheimrats in Kassel und späteren württembergischen Staatsministers Ludwig Helmuth Heinrich von Jasmund (1748–1825) und dessen erster Ehefrau Henriette Wilhelmine, geb. von Schlotheim (1758–1810). Sie erhielt im Haus ihrer Eltern eine sorgfältige Erziehung. Am 8. Mai 1800 heiratete sie in Neubrandenburg den mecklenburg-strelitzschen Kanzleirat und späteren Minister August von Oertzen (1777–1837) und folgte diesem nach Neustrelitz.
Hier kam sie in Kontakt mit der preußischen Königin Luise und war zugegen, als die Königin am 19. Juli 1810 auf Schloss Hohenzieritz starb. Frau von Oertzen erhielt den ehrenvollen Auftrag, die Leiche am 25. Juli 1810 bis an die preußische Grenze zu begleiten und dem königlich preußischen Hofstaat zu übergeben.
Ihrem Vater schrieb sie ausführliche Nachrichten über die letzten Tage der Königin, die dieser im Morgenblatt für gebildete Stände (16. August 1810, Nr. 196) unter dem Titel Die letzten Lebenstage der Königin Louise bei ihrem Vater zu Neustrelitz und Hohenzieritz in Mecklenburg vom 25. Juni bis 19. Juli 1810 veröffentlichen ließ. Sie wurden später mehrmals separat aufgelegt und vor allem in Preußen verbreitet. Ohne Nennung der Autorschaft wurden sie 1814 „auf höhere Veranlassung“ dem von der Kammerfrau Karoline von Berg verfassten Leben der Königin Luise beigefügt. In einigen Journalen erschienen weitere Aufsätze von ihr.
Charlotte von Oertzen begleitete ihren Gemahl 1814 auf den Wiener Kongress. Sie starb 37-jährig am „Nervenfieber“ (Flecktyphus). Der einzige Sohn aus der Ehe war der Komponist Carl von Oertzen (1801–1871).